# Tönnersjömålet och Mästocka skjutfält
Tönnersjömålet och Mästocka skjutfält este o arie protejată (arie specială de conservare — SAC, sit de importanță comunitară — SCI, arie de protecție specială avifaunistică — SPA) din Suedia întinsă pe o suprafață de 2.974,5 ha, integral pe uscat.

## Localizare
Centrul sitului Tönnersjömålet och Mästocka skjutfält este situat la coordonatele 56°40′20″N 13°15′19″E / 56.6723°N 13.2554°E.

## Înființare
Situl Tönnersjömålet och Mästocka skjutfält a fost declarat sit de importanță comunitară în ianuarie 2002 pentru a proteja 8 specii de animale. Alte tipuri de protecție:
- arie de protecție specială avifaunistică (în ianuarie 2002)[2]
- arie specială de conservare (în martie 2011)[1][3][4]

## Biodiversitate
Situată în ecoregiunea boreală, aria protejată conține 9 habitate naturale: Mlaștini împădurite, Lacuri și iazuri distrofice naturale, Formațiuni ierboase bogate în specii de Nardus, dezvoltate pe substraturi silicioase în zone montane (și în zone submontane, în Europa continentală), Pajiști umede nord-atlantice cu Erica tetralix, Turbării active, Păduri acidofile de stejar bătrân cu Quercus robur pe câmpii nisipoase, Taiga vestică, Mlaștini turboase de tranziție și turbării mișcătoare, Pajiști uscate europene.
La baza desemnării sitului se află mai multe specii protejate de  păsări (8): caprimulg (Caprimulgus europaeus), cufundar polar (Gavia arctica), ciuvică (Glaucidium passerinum), cocor (Grus grus), sfrâncioc roșiatic (Lanius collurio), ploier auriu (Pluvialis apricaria),  cocoș de munte (Tetrao urogallus), fluierar de mlaștină (Tringa glareola).